# Павелецька (станція метро, Замоскворіцька лінія)
55°43′50″ пн. ш. 37°38′11″ сх. д. / 55.73056° пн. ш. 37.63639° сх. д.
«Павеле́цька» (рос. Павелецкая) — станція Замоскворіцької лінії Московського метрополітену. Розташована між станціями «Новокузнецька» і «Автозаводська», на території району «Замоскворіччя» Центрального адміністративного округу міста Москви. Є пам'ятником архітектури, в 2010 році встановлена відповідна дошка.

## Історія
Станція відкрита у складі третьої черги будівництва Московського метрополітену під час Німецько-радянської війни 20 листопада 1943 на діючому перегоні «Площа Свердлова» (наразі — «Театральна») — «Завод імені Сталіна» (наразі — «Автозаводська»). З 1 січня 1943 потяги на вже діючій дільниці «Театральна» — «Автозаводська» прямували через «Павелецьку» без зупинки.
Назва станції дано по розташованому поблизу Павелецькому вокзалу. Тунель переходу з Кільцевої на Замоскворіцьку лінію є однією з найдовших пересадок метро в Москві.
По війні станція проходила тривалу реконструкцію за проєктом, близьким до первинного. Перебудова станції з пілонної в колонну почалася з короткої ділянки в три колонних секції біля північного виходу в 1950 році. Ця ділянка станції була відкрита 21 лютого 1953. Після цього перебудова здійснювалася між північним виходом і центром станції, ця ділянка відкрилася 30 липня 1955 разом з одним спуском в новий перехід на станцію Кільцевої лінії. Остання ділянка, від центру станції (включаючи другий спуск в перехід) до збереженої понині пілонної ділянки станції, було перебудовано з пілонної в колонну до 20 квітня 1959. Реконструкцію пілонної ділянки біля південного виходу було вирішено не проводити унаслідок необхідності закриття на період реконструкції напруженого виходу зі станції до Павелецького вокзалу.

## Вестибюлі та пересадки
21 лютого 1953 в ході першого етапу реконструкції станції було відкрито північний ескалаторний тунель до спільного вестибюлю з однойменною станцією Кільцевої лінії . Таким чином, з'явилася можливість здійснення пересадки між станціями. У ході другого етапу реконструкції станції 30 липня 1955 було відкрито прямий перехід з центру станції (лише північний сходовий спуск) через довгий пішохідний тунель. 20 квітня 1959 з закінченням реконструкції було відкритий південний сходовий спуск у пішохідний тунель.
У результаті реконструкції Павелецького вокзалу, проведеної в 1980-х роках, південний вестибюль станції був наполовину знесений, і його фасад вбудований в нині існуючу будівлю Павелецького вокзалу, площа якого збільшилася в 6 разів. Одночасно був споруджений вихід безпосередньо в будівлю вокзалу. На початок 2020-х фасад південного вестибюля, що зберігся, можна побачити всередині будівлі Павелецького вокзалу.
- Павелецька
- Москва-Пасажирська-Павелецька
- Автобуси:  13, 106, 158, 632, Б, К, н8
- Трамваї: А, 3, 38, 39

## Технічна характеристика
Конструкція станції — колонна трисклепінна глибокого закладення (глибина закладення — 33,5 метра), з однією прямою острівною платформою. Споруджена за індивідуальним проєктом. За первісним проєктом станція була пілонною, лондонського типу: центральний зал був відсутній. До 1959 була проведена реконструкція станції, в результаті якої «Павелецька» стала колонною, добудували центральний зал. Початкові пілони збережені лише на невеликій ділянці у південному торці станції.

## Колійний розвиток
Станція без колійного розвитку.

## Оздоблення
Колони і колійні стіни оздоблені білим мармуром, пілони оздоблені світло-рожевим мармуром «уфалєй», підлога викладена сіро-рожевим гранітом. Світильники розміщені у кесонах склепіння центрального залу. Художнє оздоблення «Павелецької» присвячено історії збройних сил СРСР. Центральний зал станції прикрашено бронзовими медальйонами і ліпним орнаментом. На одній зі стін наземного вестибюля розташоване мармурове панно.